# James Wilson McConkie III.
James Wilson McConkie III. je americký právník, člen CJKSPD a současný mormonský misijní prezident česko-slovenské misie. McConkie je nejvyšší autoritou mormonské církve na českém území. Je příbuzným mormonského apoštola Bruce R. McConkieho.

## Život
Jako utažský právník má kancelář přímo na chrámovém náměstí Salt Lake City. Studoval národní právo na Univerzitě George Washingtona a v letech 2011-2013 byl zařazen prestižním časopisem mezi "super-právníky". Je také spoluvlastníkem mezinárodní právnické firmy Cisar, Ceska, Smutny & Spol., sídlící v Praze. Byl ve středu mediálního zájmu utažských novin, když pracoval na případu dětského zneužívání a vydobyl odškodné 35 tisíc dolarů.

## Misie
Jako mladý muž sloužil na českém území jako misionář své církve. V roce 2013 byl povolán jako misijní prezident Československé misie CJKSPD. Nahradil tak Brita Davida Irwina, který v této pozci sloužil mezi lety 2010-2013. Ve své pozici má na starosti téměř 2500 mormonů, žijících v česko-slovenské misii. V současnosti žije v Čechách s manželkou Laurel S. McConkie a dětmi.
Jako hlavní úkol své služby v České republice považuje "napomáhat veřejnosti k tomu, aby získala správné povědomí o tom, kdo jsme z pohledu lidského i z hlediska víry."

### Plat
Misijní prezidenti CJKSPD oficiálně nezískávají plat. Získávají však finanční kompenzace za svou službu (viz Kompenzace misijních prezidentů).